# ナメル (航空機)
ナメル
נמר、Nammer
- 用途：試作戦闘機
- 分類：戦闘機、試作機
- 製造者：イスラエル・エアロスペース・インダストリーズ
- 運用者：不採用
- 初飛行：1991年3月21日
- 生産数：1機
- 運用状況：不採用
- ユニットコスト：予価20,000,000ドル以下

ナメル（ヘブライ語: נמר、Nammer、ヒョウの意）は、イスラエルのイスラエル・エアロスペース・インダストリーズが開発した試作戦闘機。1980年代後半、クフィルのアップグレード版として、キャンセルされたラビの技術を組み込んで開発されたプライベート・ベンチャー機である。
当初、クフィルの原型機にあたるミラージュIIIとミラージュ5のアップデート計画として報道された。エンジンはミラージュIIIのスネクマ アター （ただし後期型の9K50を採用している）のままで火器管制レーダーをEL/M-2011またはEL/M-2032に更新する空対空型か、エンジンをより高性能な新型のゼネラル・エレクトリック F404へ換装する航続距離・飛行性能向上型の提案であった。計画が進み、機体を新規に製造し、EL/M-2032レーダーを標準装備としてエンジンは顧客がスネクマ M53、F404およびその派生型のボルボ RM12、ラビにも採用されたプラット・アンド・ホイットニー PW1120から選択する形式となった。F-16Cとミラージュ2000を主要な競合機とし、その半額で販売できるとしたナメルは、最低80機の受注により生産を開始する予定であった。しかし、結局は受注を得ることができず、ラビと同様に計画は中止された。

## 機体
外見はクフィル C7に似ているが、機首が長く、尾翼下方のドーサルフィンを欠くことで識別できた。
出典: 
諸元
- 乗員: 1
- ペイロード: 6,270kg
- 全長: 16m
- 全高: 4.55m
- 翼幅: 8.22m
- 翼面積: 34.8m2
- 最大離陸重量: 15,450kg
- 動力: 各種 、80 - 90kN   × 1燃料3,000kg、機外燃料タンク3,720kg

性能
- 最大速度:   マッハ2.2
- 航続距離: 1,382km
- 実用上昇限度: 19,300m

武装
- 固定武装: DEFA 550 30mm機関砲2門（両翼）
- アビオニクス: EL/M-2032